# بيتر نيو
بيتر نيو هو ممثل كندي، ولد في 30 أكتوبر 1971 بفانكوفر في كندا.

## أعمال

### أفلام
- (2003) العميل كودي بانكس[3]
- (2014)  إكويستريا غيرلس: رينبو روكس[4][5]

### مسلسلات
- نزل بيتس[6]

## وصلات خارجية
- بيتر نيو على موقع IMDb (الإنجليزية)
- بيتر نيو على موقع ألو سيني (الفرنسية)
- بيتر نيو على موقع ميوزك برينز (الإنجليزية)
- بيتر نيو على موقع أول موفي (الإنجليزية)
- بيتر نيو على موقع قاعدة بيانات الأفلام السويدية (السويدية)
- بيتر نيو على موقع قاعدة بيانات الفيلم (الإنجليزية)
- بيتر نيو على موقع كينوبويسك (الروسية)
- بيتر نيو على موقع ANN person (الإنجليزية)